# TT166
La tombe thébaine TT 166 est située à Dra Abou el-Naga, dans la nécropole thébaine, sur la rive ouest du Nil, face à Louxor en Égypte.
C'est la sépulture de Ramosé (Rˁ-ms), surveillant des travaux à Karnak, surveillant du bétail, datant des règnes d'Horemheb à Séthi Ier (XVIIIe dynastie).